# نبرودي

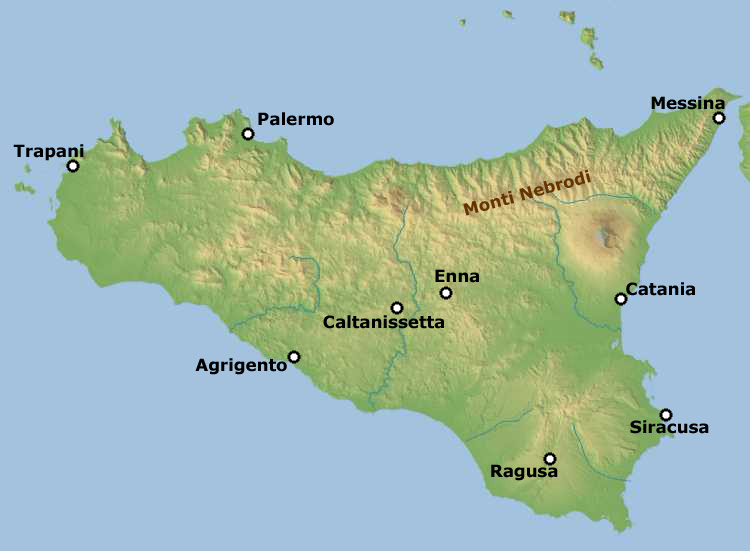
نبرودي

نبرودي (بالإيطالية: Monti Nebrodi)‏ هو مدى جبلي يمتد على طول شمال شرق صقلية. جنباً إلى جنب مع مادوني وبيلوريتاني تشكل الأبينيني الصقلية.